# Čermná ve Slezsku (železniční zastávka)
Čermná ve Slezsku je nákladiště a zastávka, která se nachází severně od zástavby obce Čermná ve Slezsku v okrese Opava. Zastávka leží v km 29,905 jednokolejné Suchdol nad Odrou – Budišov nad Budišovkou mezi dopravnami Vítkov a Svatoňovice.

## Historie

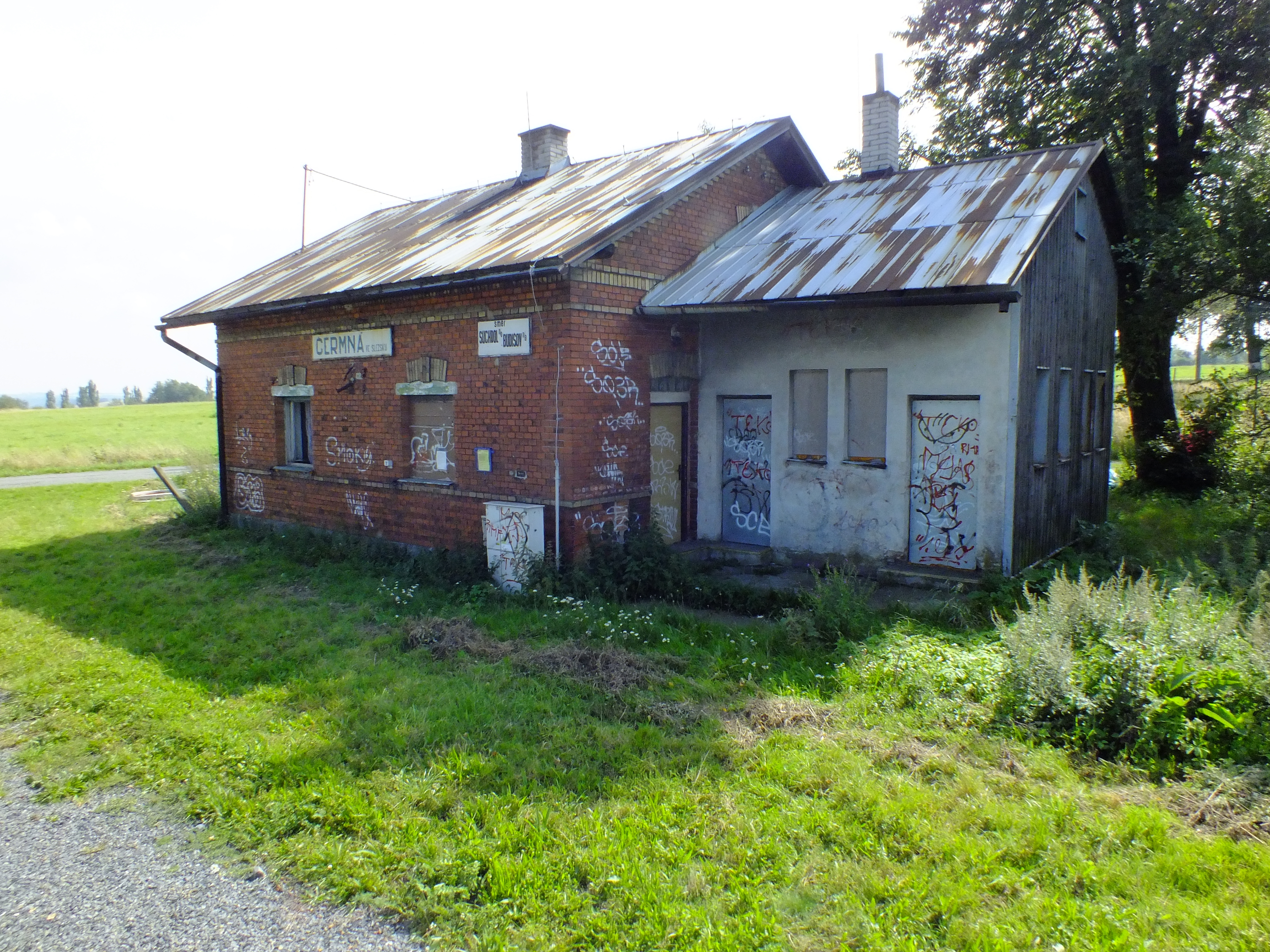
Nádražní budova v roce 2014

Zastávka s tehdejším německým názvem Tschirm byla dána do provozu 15. října 1891, tedy současně se zprovozněním tratě, na které leží. Nákladiště sloužilo tamním uhelným skladům.

## Popis zastávky a nákladiště
V zastávce je u traťové koleje (č. 1) zřízeno vnitřní jednostranné nástupiště s pevnou hranou o délce 55 m, nástupní hrana je ve výšce 550 mm nad temenem kolejnice. Přístup na nástupiště je úrovňový přes manipulační kolej č. 3. Manipulační kolej s užitečnou délkou 50 m je oboustranně dvěma výhybkami zapojena do traťové koleje, na obou koncích koleje se nacházejí výkolejky. Nákladiště se obsluhuje bez uvolnění traťové koleje. Cestujícím je k dispozici přístřešek.

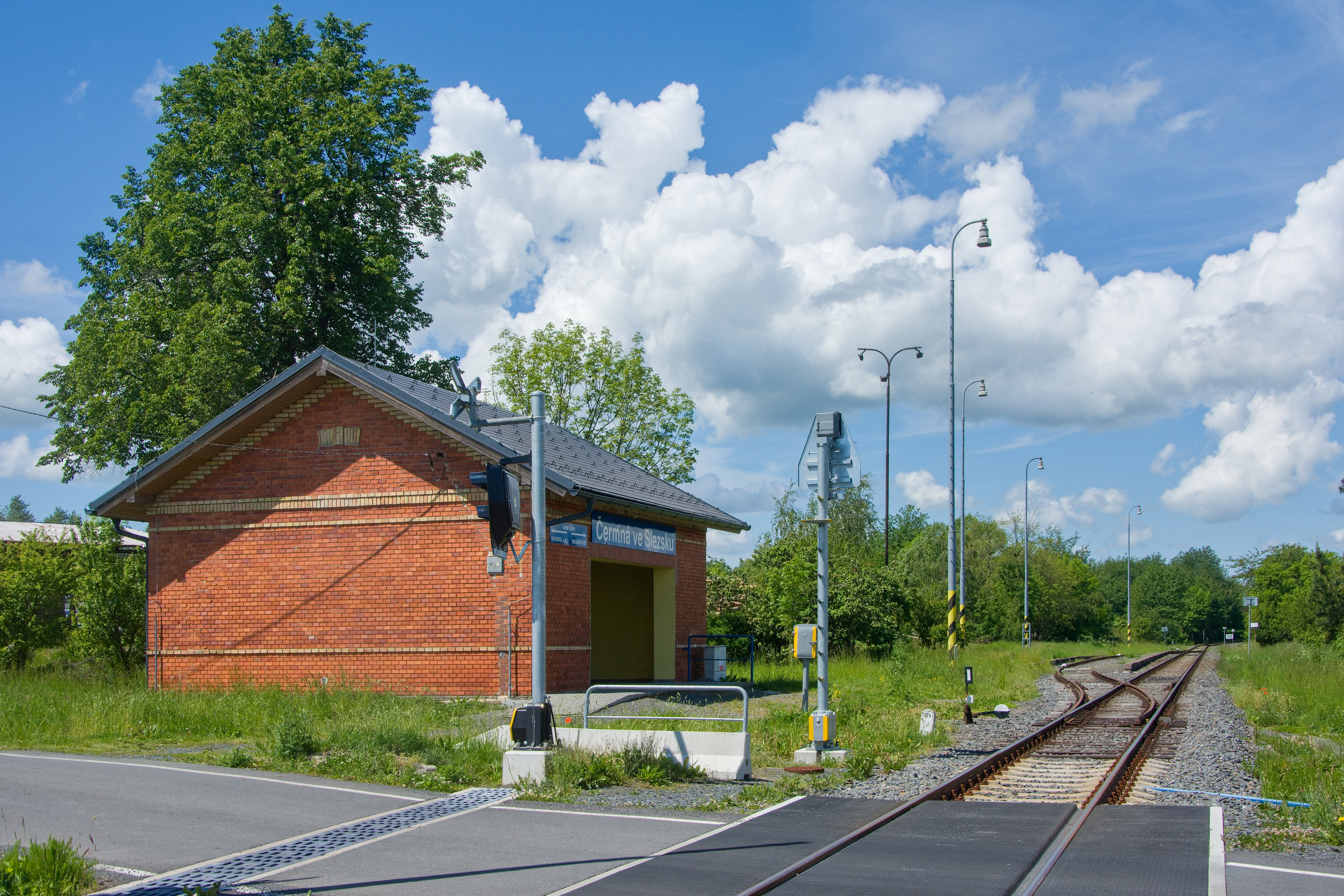
Celkový pohled na zastávku a nákladiště od přejezdu P6741

U vítkovského zhlaví se v km 29,885 nachází přejezd P6741, na kterém trať kříží silnice III/4426 z Čermné ve Slezsku do Nových Těchanovic. Přejezd je zabezpečen světelným přejezdovým zabezpečovacím zařízením se závorami.